# Liduina Meneguzzi
Liduina Meneguzzi, al secolo Elisa Angela Meneguzzi (Giarre di Abano, 12 settembre 1901 – Dire Daua, 2 dicembre 1941), è stata una religiosa e missionaria italiana della congregazione delle Suore di San Francesco di Sales, beatificata da papa Giovanni Paolo II nel 2002.

## Biografia
Nata da un'umile famiglia di contadini, Elisa Angela Meneguzzi entrò nella congregazione delle Salesie nel 1926 prendendo il nome di suor Liduina.
Prestò prima servizio nel collegio della Santa Croce, poi (1937) fu inviata come infermiera in Etiopia, a Dire Daua. Per il suo impegno rivolto indistintamente a musulmani, cattolici e copti, le fu attribuito il titolo di "fiamma ecumenica".
Con lo scoppio della guerra l'ospedale dove operava suor Liduina divenne militare.
Ammalatasi gravemente, morì quarantenne. Venne sepolta nel cimitero di Dire Daua tra i soldati italiani.

## Culto
Dopo vent'anni, nel luglio 1961, le spoglie di suor Liduina furono trasportate a Padova in una cappella della casa madre delle Salesie.
Nel 1996 fu dichiarata Venerabile. II 7 luglio 2001, Giovanni Paolo II promulgò il decreto sul miracolo avvenuto per sua intercessione (nel gennaio 1977, in un letto di rianimazione dell'ospedale di Padova, c'era ricoverato un giovane gravemente ferito in un incidente stradale. I genitori del ragazzo si affidarono con la preghiera a suor Liduina e il giovane guarì in modo considerato scientificamente inspiegabile).
Il 20 ottobre 2002 fu beatificata. Il calendario cattolico la ricorda il 2 dicembre.